# Wychwyt wtórny
Wychwyt wtórny (ang. Post-combustion capture) – proces wychwytu dwutlenku węgla ze spalin. Metoda ta jest najczęściej stosowana w ośrodkach dużej emisji CO2 takich jak elektrownie. Istnieje wiele technik, które umożliwiają wychwycenie cząstek CO2. Zazwyczaj używa się do tego celu wodnego roztworu, który wychwytuje małe cząstki CO2 (zazwyczaj 3-15% objętości) zawarte w strumieniu gazu spalinowego. 
W elektrowniach z nowoczesnymi kotłami węglowymi z paleniskiem pyłowym lub w układach gazowo-parowych wychwyt CO2 wymaga użycia naturalnego rozpuszczalnika, takiego jak monoetyloamina.